# Saicella usingeri
Saicella usingeri är en insektsart som beskrevs av Peter Wolfgang Wygodzinsky 1966. Saicella usingeri ingår i släktet Saicella och familjen rovskinnbaggar. Inga underarter finns listade i Catalogue of Life.